# Sarah Tittle Bolton
Sarah Tittle Bolton (ur. 1815, zm. 1893) – poetka amerykańska.

## Życiorys
Sarah Tittle Bolton (z domu Barrett) urodziła się 18 grudnia 1815 w Newport w stanie Kentucky. W wieku szesnastu lat wyszła za mąż za wydawcę Nathaniela Boltona. W 1855, kiedy objął posadę konsula w Genewie, wyjechała razem z nim do Szwajcarii. Z tego pobytu pisała korespondencje do amerykańskich gazet. Po tym jak owdowiała w 1859, poślubiła sędziego Addisona Reese'a. Zmarła 4 sierpnia 1893. Została pochowana na Crown Hill Cemetery w Indianapolis. 

## Twórczość
Sarah Tittle Bolton była autorką wielu wierszy drukowanych w czasopismach, jak Paddle Your Own Canoe and Left on the Battlefield. W 1865 wydała w Nowym Jorku swój pierwszy tomik. W 1886 ukazała się zbiorowa edycja jej utworów z życiorysem pióra Jonathana W. Gordona. W wierszu Pestilence zastosowała strofę spenserowską.